# Camille Cabrol
Pour les articles homonymes, voir Cabrol.
Camille Cabrol, née le 25 décembre 1997 à Sallanches, est une skieuse acrobatique française, spécialisée dans l'épreuve des bosses.

## Palmarès

### Jeux olympiques
Camille Cabrol a participé à deux éditions des Jeux olympiques.
| Épreuve / Édition   | Bosses |
| JO 2018 Pyeongchang | 22e    |
| JO 2022 Pékin       | 18e    |

### Championnats du monde
| Épreuve / Édition       | Bosses | Bosses parallèles |
| Mondiaux 2021 Almaty    | 21e    | 20e               |
| Mondiaux 2023 Bakuriani | 10e    | 16e               |
| Mondiaux 2025 Engadine  | 5e     |                   |

### Coupe du monde
Camille Cabrol a participé à 65 épreuves de coupe du monde depuis 2015, 38 en simple et 27 en parallèle, pour 7 top 10 dont deux 7e places comme meilleur résultat, l'une acquise en parallèle à Megève en 2022 et l'autre en simple à Deer Valley en 2024.

### Championnats de France
- 4 fois vice-championne de France de ski de bosses en 2012, 2016, 2018 et 2023
- 3 fois vice-championne de France de ski de bosses parallèles en 2015, 2018 et 2022

- Championne de France de ski de bosse en 2024
- Championne de France de ski de bosses parallèles en 2024